# Amoea immaculata
Amoea immaculata är en insektsart som först beskrevs av Olivier 1790.  Amoea immaculata ingår i släktet Amoea och familjen fjärilsländor. Inga underarter finns listade i Catalogue of Life.